# Gavin Hastings
Andrew Gavin Hastings, OBE (Edimburgo, 3 de janeiro de 1962) é um ex-jogador escocês de rugby union, onde atuava como fullback, e de futebol americano, onde foi kicker.
Foi um dos maiores jogadores do rugby escocês. Defendeu a Seleção Escocesa de Rugby de 1986 a 1995, período onde jogou aquela que é considerada a última grande geração deste esporte na Escócia e onde jogou ao lado do irmão, Scott Hastings, com quem estreou na mesma partida. Em 61 jogos por ela, Gavin anotou 667 pontos, números que lhe faziam o maior artilheiro da seleção antes de Chris Paterson. Venceu o Cinco Nações 1986 e o Cinco Nações 1990 (quando os escoceses obtiveram pela última vez um grand slam - ou seja, 100% de aproveitamento). Desde então, ela só venceu o Cinco Nações 1999, jamais tendo ganho o Seis Nações, criado um ano depois.
Na Copa do Mundo de Rugby de 1991, Hastings e a Escócia terminaram na quarta colocação, melhor resultado do Cardo na competição, campanha que poderia ter sido melhor em razão dele: a semifinal foi um clássico contra a Inglaterra em plena Edimburgo, no Murrayfield. Estava empatada em 6-6 no segundo tempo, quando Hastings perdeu um penal frontal, um lance que lhe marcaria.
Big Gav é também o segundo maior artilheiro das Copas do Mundo de Rugby, totalizando 227 pontos entre os mundiais de 1987 e 1995. O recorde chegou a ser seu, antes de ser ultrapassado pelo inglês Jonny Wilkinson, outra das maiores lendas do esporte. Hastings continua como maior pontuador escocês na competição. Defendeu, também com o irmão Scott, ainda os British and Irish Lions, a seleção que reúne Grã-Bretanha e Irlanda para amistosos, marcando por ela 66 pontos em 6 jogos, além de dez partidas pelo Barbarians.
Em 1996, Gavin passou a jogar brevemente futebol americano, sendo o caso mais famoso de quem passou a jogá-lo depois de começar no rugby. Não chegou a atuar nos Estados Unidos, e sim na própria Escócia natal, pelos Scottish Claymores, equipe profissional que disputava a World League, criada pela NFL para difundir este esporte pelo mundo. Naquele mesmo ano, foi campeão do World Bowl, mas não chegou a fazer sucesso pessoal.
Hastings, atualmente, é diretor do clube de rugby union Edinburgh e integra a comissão de notáveis que anualmente elege o melhor jogador de rugby do mundo pela International Rugby Board.